# Fritz Griebel
Fritz Griebel (* 22. August 1899 in Unfinden; † 29. September 1976 in Heroldsberg) war ein deutscher Maler, Grafiker, Scherenschnittkünstler und Entwurfszeichner für Gobelins; Professor für freie Grafik und Malerei an der Akademie der Bildenden Künste in Nürnberg sowie deren Direktor nach dem Zweiten Weltkrieg; Albrecht-Dürer-Preisträger 1932; Ehrenmitglied der Akademie der Bildenden Künste in Nürnberg seit 1970.

## Leben
Fritz (eigentlich Peter Christoph Friedrich) Griebel wurde 1899 als Sohn eines Pfarrers in Unfinden/Unterfranken geboren. Bald siedelte die Familie nach Heroldsberg bei Nürnberg über, wo der Vater eine Stelle antrat. Nach dem vorzeitigen Verlassen des Gymnasiums besuchte Fritz Griebel seit 1917 die Kunstgewerbeschule in Nürnberg. Er belegte bei Rudolf Schiestl (1878–1931) das Studium der Grafik und Buchkunst, bis er gegen Ende des Ersten Weltkrieges als Soldat eingezogen wurde. 1922 setzte Griebel sein Studium an der Hochschule für Bildende Künste in Berlin fort, wo er Meisterschüler von Hans Meid (1883–1957) wurde.
1927 kehrte Fritz Griebel nach Heroldsberg zurück und ließ sich dort für 12 Jahre als freischaffender Künstler nieder. Bereits während des Studiums trat er mit einer eigenen Veröffentlichung in die Kunstwelt ein. In dem 1922 erschienenen Buch Gottesgarten korrespondieren alte Lieder mit Scherenschnitten Fritz Griebels. Zahlreiche Ausstellungen schlossen sich an. 
In der Zeit des Nationalsozialismus war Griebel Mitglied der Reichskammer der bildenden Künste. Für diese Zeit ist seine Teilnahme an sechs großen Gruppenausstellungen sicher belegt. Von 1940 bis 1945 nahm Griebel als Angehöriger der Wehrmacht am Zweiten Weltkrieg teil. 
Nach dem Ende des NS-Staats wurde er als Professor für freie Grafik an die Akademie der Bildenden Künste Nürnberg berufen. Von 1948 bis 1957 war er Direktor der Akademie, die kriegsbedingt im Schloss Ellingen untergebracht war. Unermüdlich sorgte Fritz Griebel für deren Neubau nach Plänen des Architekten Sep Ruf (1908–1982) von 1949 bis 1954 im Waldgebiet am Tiergarten, wo die älteste Kunstakademie im deutschsprachigen Raum noch heute ihren Sitz hat. Bis zu seiner Emeritierung 1966 war Fritz Griebel weiterhin als Professor für freie Grafik und Malerei tätig; er hinterließ zudem ein facettenreiches Gesamtwerk.

## Werk
Das Œuvre Fritz Griebels ist gekennzeichnet durch eine außerordentliche Spannweite des künstlerischen Ausdrucks und künstlerischer Techniken. Schon als Kind übte sich Griebel in der Feinmalerei nach Albrecht Dürer und im Scherenschnitt. Im Mittelpunkt der Kunst Fritz Griebels steht der Mensch in einer friedvollen Natur und das Stillleben. Im Verlauf des künstlerischen Prozesses überführte er die Erscheinungen der Natur in abstrakte Zeichen und Formen. Sein Werk charakterisiert einen Stilpluralismus, der von naturalistischen Porträts über neoklassizistische und symbolische Strömungen bis zur abstrakten Malerei reicht.

## Nachlass und Ehrungen
Der schriftliche Nachlass befindet sich im Deutschen Kunstarchiv des Germanischen Nationalmuseums in Nürnberg; Werke in der Grafischen Sammlung im Stadtmuseum Fembohaus in Nürnberg sowie in öffentlichen und privaten Sammlungen.
In seinem Sterbeort Heroldsberg, sowie in Fürth (Stadtteil Ronhof) wurde die Fritz-Griebel-Straße nach dem Künstler benannt.